# キーアダン
キーアダン（Círdan、第一紀4550年? - ）は、J・R・R・トールキンの中つ国を舞台とした小説、『指輪物語』、『シルマリルの物語』、『終わらざりし物語』の登場人物。キーアダンはシンダール語で「船造り」の意味。
星々の時代から第四紀に至るまで、常に海辺にあって冥王の敵対者に助力をあたえ続けたエルフの賢者。偉大な船造りにして偉大な水夫であり、エアレンディルがヴィンギロドを造るのを手助けした。その先見の明でガンダルフの使命を見抜き、エルフの三つの指輪の一つナルヤをかれにあたえた。灰色港でヴァリノールへと渡るエルフのための船を造り続けており、最後の船が出るときまで、かれはそこに居続けるとされる。船造りキーアダン（Círdan the Shipwright）とも呼ばれる。
かれの本来の名前はノウェ（Nowë）であった。その意味は不明だが、「考える」「着想を得る」「想像する」といった意味を持つ言葉、ノウォ（nowo）と関係があるのかもしれない。

## 第一紀・星々の時代
キーアダンの生年は明らかではないが、エルフの目覚めから100年ほどでファラスリムの統治者となっていることから、目覚めの湖で目覚めたクウェンディの一人であるのかもしれない。

### ファラスリムの統治者
4605年（ヴァラ年）。エルダールはヴァラールの招きに応じて、エルフの目覚めの地クイヴィエーネンを離れ、至福の地アマンへと旅立った。かれらのうちテレリの歩みは遅く、4632年にウルモがヴァンヤールとノルドールを運び去ったあとも、東ベレリアンドに留まっていた。かれらは行方のわからなくなったかれらの王エルウェを置いたまま、先に進む気になれずにいたのである。しかしウルモがヴァンヤールとノルドールを連れて海を渡ったことを知ると、かれらの多くは西方への旅を続け、エルウェの弟オルウェを王として、シリオンの河口近くに長いあいだ留まった。海のマイアであるオッセとウイネンがかれらのもとを訪れ、かれらを助けた。かれらはオッセから学び、海を愛するようになった。4649年にウルモがテレリを迎えに来るとオッセはかれらとの別れを悲しみ、中つ国に留まるように説いた。かれらの多くはオルウェとともに大海をこえたが、テレリのうちオッセのもとめに応じたものたちは、ファラスにブリソンバールとエグラレストの港を築き、中つ国で最初の船乗り、最初の船大工となった。かれらは「ファラスのエルフ」ことファラスリムと呼ばれ、キーアダンがかれらの統治者だった。
キーアダンは自ら造った船で、オルウェを追ってヴァリノールへ航海することを考えたが、ヴァラールの警告を受け、これを思いとどまった。ヴァラールは今のかれでは大海の波風に耐ええる船を造ることは出来ず、かれの手わざが極まるまで思いとどまるようにいった。のちにかれの技は高まり、かれが手を貸したエアレンディルの船ヴィンギロドは、ヴァリノールが隠されてから大海を越える最初の船となった。本項のヴィンギロドも参照。
4652年にエルウェはメリアンとともに残されたテレリたちのもとに戻り、次第に勢力を増していった。4700年ごろにはキーアダンとファラスリムもふたたびかれを主君とした。キーアダンはエルウェにバラール島で採った真珠を送り、エルウェはこれとメリアンの知恵をもって、メネグロスを建設するドワーフたちへの支払いとした。
4997年。モルゴスの軍が南下するとキーアダンはエルウェとの連絡を絶たれ、ファラスの港はオークに包囲された（ベレリアンド第一の合戦）。
この包囲のさなかにノルドールの王フェアノールとその息子たちの軍勢がベレリアンドに到着し、モルゴス軍を敗走させた（星々の下の合戦）。
帰還したノルドールたちは、ベレリアンドのテレリたちをシンダールと呼んだ。シンダールにはエルウェの民とファラスリムが含まれるが、オッシリアンドの緑のエルフは含まれない。

## 第一紀・太陽の時代

### フィンロドとの友情
エルウェはかれの民が住まない土地にノルドールが住むことを許し、かれの王国ドリアスとキーアダンの水夫の地ファラスのあいだには、フィンロド・フェラグンドがナルゴスロンドの王国を築いた。キーアダンとフィンロド、ファラスとナルゴスロンドの民は親しみ、キーアダンの民はノルドールの船造りを助け、フィンロドの民はブリソンバールとエグラレストの港をより美しく堅牢にするのを助けた。

### クウェンヤの禁止
75年。モルゴスはノルドールの備えを試すために軍勢を送り出し、敗れると（赫々たる勝利の合戦）、次には間者をもちいてノルドールの悪しき噂をシンダールのあいだに流した。キーアダンはこれを伝える使者をエルウェに送り、エルウェに問われたアングロドは、ノルドールによるオルウェの民の殺害の事実を明らかにした。エルウェはこのことに激怒し、シンダールがノルドールの言葉クウェンヤを話すことを禁じた。すべてのシンダールがこれに従い、またこれ以後ノルドールも平素はシンダール語を用いた。

### 俄に焰流るる合戦
455年。モルゴスは炎の河と大軍勢を放ち、ノルドールによる包囲を破った（俄に焰流るる合戦）。462年には新たにフィンゴンの領地ヒスルムを攻めたが、キーアダンはかれの船のすべてをフィンゴンへの援軍としてドレンギストの入江に送り込み、ヒスルムからオークを駆逐した。この後ギル＝ガラドは父によってキーアダンの元へと預けられた。

### バラール島への避難・ウルモの伝言
471年。エルフと人間、ドワーフからなるマイズロスの連合によるモルゴスへの挑戦は退けられ、ヒスルムはモルゴスの領地となった（涙尽きざる合戦）。翌年にモルゴス軍はヒスルムを越えてファラスを攻め落とし、キーアダンの民の大半は失われた。キーアダンはギル＝ガラドを含む生存者とともに逃れ、バラール島に避難所をつくるとともに、シリオンの河口にも足場を築いた。これを知るとゴンドリンのトゥアゴンはキーアダンに使者を送り、速い船を七隻造るよう依頼した。トゥアゴンの使者たちはヴァラールの助力を求めてバラール島から西方へと船出したが、六隻の消息は途絶えた。アングロドの民ゲルミアとアルミナスはダゴール・ブラゴルラハでドルソニオンを追われると、シリオンの河口のキーアダンの元へ身を寄せた。このころウルモがキーアダンのもとを訪れ、ナルゴスロンドへの警告を託した。キーアダンはゲルミアとアルミナスを使者として選び、ドレンギストの入江へと船で運んだ。二人の使者はナルゴスロンドへの道中にドル＝ローミンへと入り、ハドル家のトゥオルに道を教えた。トゥオルが二人に知らされた道を通りヴィンヤマールについたころ、トゥアゴンが送った使者の最後の一隻は、ヴァリノールの探索をあきらめて中つ国へ戻ろうと試み、ネヴラストの沖で沈んだ。このときウルモは使者の一人ヴォロンウェを救った。495年にヴォロンウェはヴィンヤマールの岸に打ち上げられ、そこで出会ったトゥオルをゴンドリンへと導いた。ヴォロンウェの母はネヴラストのノルドールと結ばれたファラスリムであり、キーアダンの親族だった。

### ヴィンギロド
505年にドリアスが滅び、511年にゴンドリンが滅びると、生存者たちはシリオンの河口に身を寄せ、バラール島のキーアダンの一党と親しんだ。ドリアスの王ディオルの遺児エルウィングはトゥオルの息子エアレンディルと結ばれ、エアレンディルがかれらの領主となった。キーアダンとエアレンディルのあいだには強い友情があり、エアレンディルの船ヴィンギロドが造られたとき、キーアダンはこれを助けた。エアレンディルはこの船で多くの冒険を行った。580年ごろ、エアレンディルが不在のとき、シリオンの港はフェアノールの息子たちの一党に襲われて滅んだ。キーアダンとギル＝ガラドはバラール島から救援におもむき、わずかな生き残りを連れてバラール島へ戻った。ヴィンギロドに乗ったエアレンディルは大海を越えてヴァリノールへ至り、ヴァラールに対し、エルフと人間のために許しと助力を訴えた。ヴァラールはモルゴス打倒のために立ち上がり、怒りの戦いによってモルゴス軍は滅び、冥王は捕らわれた。ヴァラールはヴィンギロドを聖め、これを空飛ぶ船とした。怒りの戦いではエアレンディルは空飛ぶ船に乗って戦い、黒龍アンカラゴンを倒した。エアレンディルとキーアダンが造ったヴィンギロドは、シルマリルを身に付けたエアレンディルを乗せて、金星として今でも毎夜空を飛んでいるとされる。
怒りの戦いのあと、ヴァラールはエルダールがヴァリノールへ渡ることを許した。エルダールの多くが大海を渡り、ベレリアンドから去っていったが、キーアダンは中つ国に留まった。

## 第二紀
モルゴスの追放以後、ヴァリノールへと渡っていくエルダールのために、またヌーメノールへと渡っていくエダインたちのために、多くの船を造った。

### リンドン
ベレリアンドは怒りの戦いによって形を変え、かつてのオッシリアンドとサルゲリオンの一部を除いて海へ沈んだ。この青の山脈の西の地はリンドンと呼ばれ、ルーン湾によって南北に分かたれていた。湾の北側の北リンドンにはフォルロンドの港が、南側の南リンドンにはハルロンドの港が築かれ、ギル＝ガラドがフォルロンドから統治し、キーアダンはハルロンドに住んだ。ガラドリエルとケレボルン、またケレブリンボールは、各々の領土を築くまでは、キーアダンの元に滞在した。ルーン湾は青の山脈を裂いてエリアドールに入り込んでおり、ルーン川の河口には灰色港が造られた。第二紀のこの時期におけるキーアダンの地位は明らかではないが、ギル＝ガラドに仕えていたものと思われる。

### ヌーメノールの船乗りとの友情
ヴァラールは中つ国とアマンとの間に、エダインへの贈り物としてヌーメノールの島を浮かべた。多くの船が造られ、ヌーメノールへと航海して行ったが、それらの船の船長と舵取りはキーアダンの差し向けた者たちが受け持った。32年に船はヌーメノールに着いた。600年になると、ヌーメノールの船乗りヴェアントゥアの艦隊が灰色港を訪れ、キーアダンとギル＝ガラドと親交を持った。725年には、かれとかれの孫アナルディルは灰色港を訪れた。アナルディルはキーアダンから船造りや港造りを貪欲に学んだため、二年以上も留まった。アナルディルは学んだ知識を使って中つ国のヴィンヤロンデに港を築こうとしたが、これは人手不足のため難航し、完成されなかった。アナルディルがヌーメノールの王、タル＝アルダリオンとして即位したあとには、かれの船の船首には、キーアダンが送った鷲の像が置かれた。

### エルフの三つの指輪
1693年。中つ国のエルフとサウロンとの戦争が始まると、ケレブリンボールは三つの指輪のうち二つをギル＝ガラドに託した。かれは二つのうち火の指輪ナルヤをキーアダンに渡した。

### 最後の同盟の戦い
3441年。エルフと人間を中心とする「最後の同盟」によって、モルドールのサウロンの勢力は打ち砕かれた（最後の同盟の戦い）。オロドルインの滅びの罅裂の近くで、ギル＝ガラドとエレンディルが、サウロンと相打ちになって倒れたとき、キーアダンはエルロンドとイシルドゥアとともにそこにいた。イシルドゥアがサウロンの指を切り落とし、一つの指輪をとると、キーアダンとエルロンドは指輪を滅びの罅裂に捨てるようにすすめたが、イシルドゥアはこれを自分の物とした。

## 第三紀

### 灰色港の領主
最後の同盟の戦いではあまりに多くの人命が失われたため、第三紀には、エルフも人間も自らの領土を守ることに追われ、疎遠になっていった。リンドンの地の人影はまばらになり、その多くは灰色港に留まっていた。キーアダンがかれらの領主であり、灰色港からアマンへと渡るエルダールは、かれの造る船で旅立って行った。

### ナルヤの譲渡
1000年ごろ、魔法使いたちが灰色港に至った。キーアダンは三つの指輪の一つ、ナルヤを所有していたが、ガンダルフと出会うとこれをかれに譲った。キーアダンは中つ国の誰よりも先見の明があり、ガンダルフの使命と気高さを見抜いたからである。キーアダンは魔法使いが海を越えてやってきたことを、エルロンドとガラドリエルにだけ知らせた。

### アルノールへの援助
イシルドゥアの子孫が治めるアルノールの王国は、エアレンドゥアの息子たちの不和のため、アルセダイン、カルドラン、ルダウアの三国に分裂した。アルセダインではイシルドゥアの血筋が守られたが、他の二国においては絶えた。かれらは土地をめぐって互いに争い、ドゥーネダインの衰亡を早めた。第三紀の1300年ごろ、アルセダインのマルヴェギル王の治世に、ナズグールの首領がエテン高地の北方にアングマール王国を築いた。ルダウアはアングマールと結託した邪悪な山岳人の領主の支配する国となり、アングマールとともにアルセダインを攻めた。キーアダンは1300年代の後半、アルヴェレグが風見が丘丘陵を守るのを援助した。1409年にアングマール軍によって風見が丘とアモン・スールが滅ぼされると、アラフォールに援軍を送り、フォルンオストと北連丘を守るのを助けた。つづく時期、ロスローリエンと裂け谷からの援軍とともに、リンドンのエルフはアングマールの勢力を掃討した。
1974年にアングマールはアルセダインを急襲し、北方王国は滅んだ。アルセダインのアルヴェドゥイ王は北のフォロヘルに逃れ、ロスソス族に保護された。西へ逃れたアルヴェドゥイの息子アラナルスは、王が北へ逃れたことをキーアダンに告げ、キーアダンはかれの水夫をフォロヘルへと送った。1975年、キーアダンの水夫はアルヴェドゥイを見つけたが、フォロヘルからの帰路、突然の暴風によって船の進退は窮まり、氷に押しつぶされて船は沈んだ。
同1975年、ゴンドールのエアルニル王は、息子のエアルヌアを艦隊とともに北方へと派遣し、艦隊はリンドンについた。キーアダンはかれに従うものを集め、その全勢力とゴンドール軍とで、フォルノストのアングマール軍を討った。アングマールの魔王は敗残兵を集めてアングマールへと逃げ去ろうとしたが、追いついたエアルヌア率いる騎兵部隊とグロールフィンデル率いる裂け谷の軍勢にはさまれ、アングマール軍は全滅した。

### パランティーア
アルセダインの崩壊によって、塔山丘陵と、そこに立つ三つの塔エロスティリオンはキーアダンの管理下におかれた。エロスティリオンの西の塔にはアルノールに残る最後のパランティーアが置かれていた。第三期の終わりにアルノールの王統を継ぐエレッサール王が即位すると、この地は再びエレンディルの子孫の領地となった。

### 白の会議
2463年、ドル・グルドゥアの勢力への対応を協議するため、魔法使いとエルフの諸侯によって白の会議が結成され、キーアダンもこれに参加した。2941年に白の会議はドル・グルドゥアを攻め、サウロンを放逐した。

### エルロンドの会議
3018年10月25日、裂け谷においてエルロンドの会議がひらかれた。灰色港から派遣された、ガルドールもこの会議に参加している。

## 第四紀

### 年老いたエルフ
3021年9月29日。キーアダンは指輪所持者たちを迎え、その旅立ちを見送った。この時のかれは、「長い顎鬚と灰色の髪をもつ老人」、と描写されている。

### 最後の船
キーアダンはヴァリノールへと向かう最後の船で、中つ国を去っていった。この出航の正確な時期は明らかではないが、エレッサール王が崩御した第四紀の120年には、まだ中つ国に留まるエルフがいたことから、キーアダンが去ったのはこれ以後のことと思われる。

## 註
1. ↑  「ヴァリノール隠し」より前には、フェアノールとかれの息子たちが、アマンのテレリから奪った船で、大海を越えてアマンからベレリアンドまで航海している。またガラドリエルもケレボルンとともに、アマンのテレリの船でベレリアンドへ渡ってきた、との構想もあった
2. ↑  『シルマリルの物語』の記述にもとづく。発行された『シルマリルの物語』では、ギル＝ガラドはフィンゴンの息子とされているので、「ダゴール・ブラゴルラハの後にキーアダンに預けられた」との記述はヒスルムからファラスへの移住を思わせる。しかしトールキンの文書中のギル＝ガラドはオロドレスの息子であるので、オロドレスが守備にあたり、457年に陥落したミナス・ティリスからか、あるいはオロドレスが逃れたナルゴスロンドからファラスへと送られたのかもしれない。
3. ↑  ほかにもリンドンの西に、トル・モルウェン、トル・フイン、ヒムリングといった島々が残ったが、住んだものがいたかどうかは不明である。
4. ↑  ナルヤは最後の同盟の戦いに赴くまでギル＝ガラドが持っていた、との記述もある。
5. ↑  髭があったとされるエルフはキーアダンとマハタンだけである。
6. ↑  老いた外見について言及されているエルフは、キーアダンのほかにはグウィンドールだけである。グウィンドールはニアナイス・アルノイディアドでモルゴスに捕らわれ、20年ほど鉱山での労働を強いられた末、老人のような姿に成り果てたとされる。しかし583年の怒りの戦いで解放された奴隷たちがどのような姿であったかについての描写はないため、モルゴスによって課される労働が、すべてのエルフを老人のようになさしめるのかどうかは分からない。あるいはキーアダンが星々の時代から中つ国に留まっている、おそらく唯一のエルフであることに、かれの外見の原因を求めることが出来るのかもしれない。